# 나는 조선사람입니다
나는 조선사람입니다(I Am From Chosun)는 일본에서 제작된 김철민 감독의 2020년 다큐멘터리 영화이다. 강종헌 등이 주연으로 출연하였다.

## 출연

### 주연
- 강종헌
- 김창오
- 박금숙
- 부만수
- 서원수
- 이동석
- 이철